# Bernardas Brazdžionis

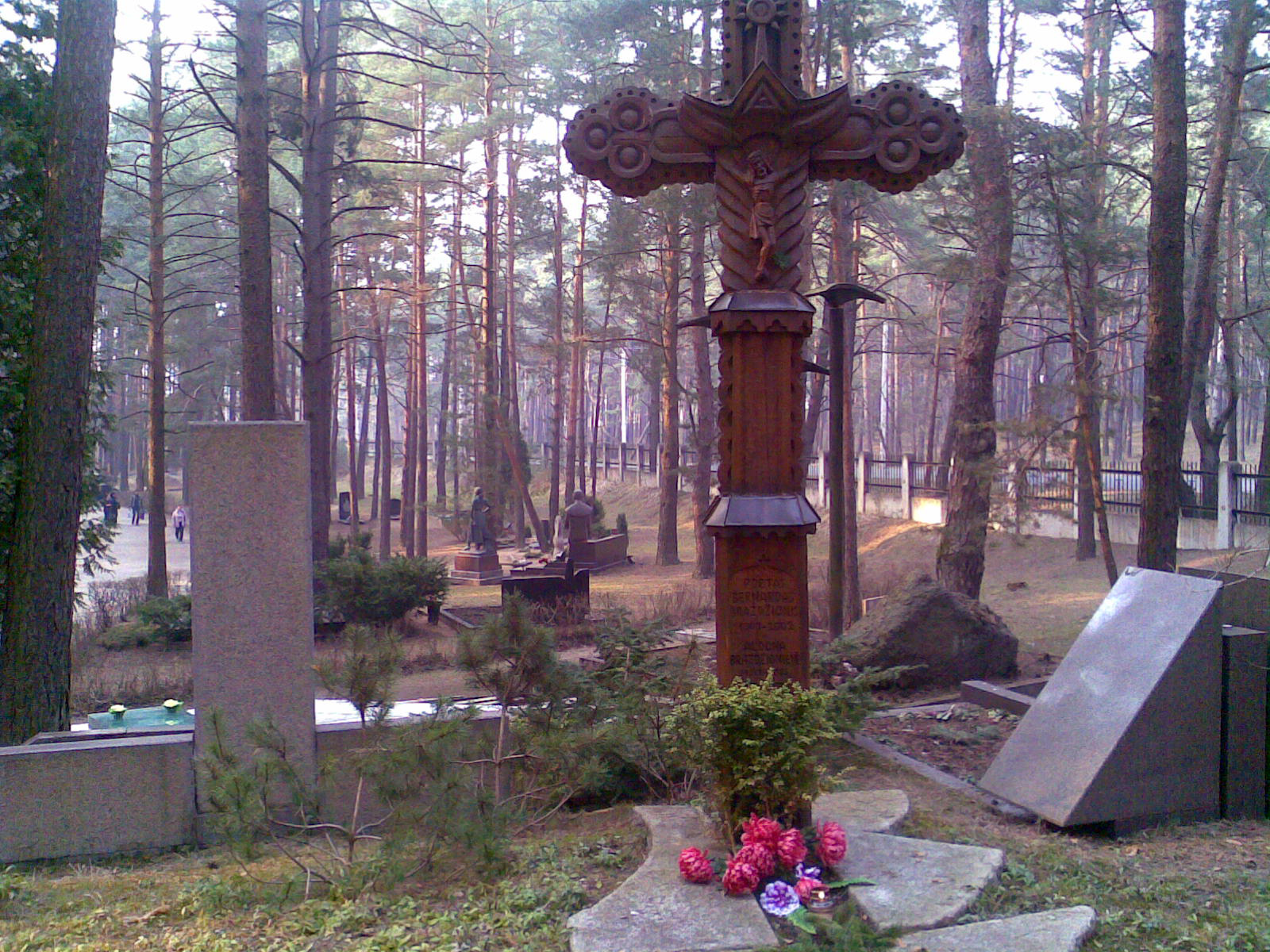
Grab in Petrašiūnai

Bernardas Brazdžionis (* 2. Februar 1907 in Stebeikiai bei Pasvalys; † 11. Juli 2002 in Los Angeles) war ein litauischer Dichter.
Pseudonyme: Vytė Nemunėlis, J. Brazaitis, J. Stebeikis, B. Brn., B. Nardis Brazdžionis, Bern. Žvainius, J. Braz., Jaunasis Vaidevutis, B. Br. Gintvytis, B. Nardis, J. Žadeikis, A. Pagramantis, Mikas Lašavikas, Jonas Baika, M. Kiškutis, V. Klevelis.

## Biografie
Ab 1908 lebte er mit Eltern in USA. 1914 kamen sie nach Litauen. Nach der Grundschule lernte er von 1921 bis 1929 am Gymnasium Biržai. Von 1929 bis 1934 studierte er litauische Sprache und Literatur an der Fakultät für Geisteswissenschaften der Vytauto Didžiojo universitetas in Kaunas. Danach arbeitete er als Lehrer und ab 1937 im „Sakalo“-Verlag, ab 1940 als Direktor des Maironis-Museums. Ab 1944 lebte er in Ravensburg, ab 1949 in Boston.
Er war verheiratet. Mit Frau Aldona Irena Stanionytė (1912–2005) hatte er Kinder Algis Bernardas (* 1935), Dalius Antanas (1937–1985) und Saulė Teresė (1943–1992). 
Sein Grab befindet sich im Friedhof Petrašiūnai.

## Ehrung
- 1989: Medaille „PRO ECCLESIA ET PONTIFICE“
- 1991: Ehrenbürger von Pasvalys
- 1994: Ehrendoktor der VDU
- 1995: Ehrenbürger von Kaunas
- 1998: Orden des litauischen Großfürsten Gediminas